# Minbar

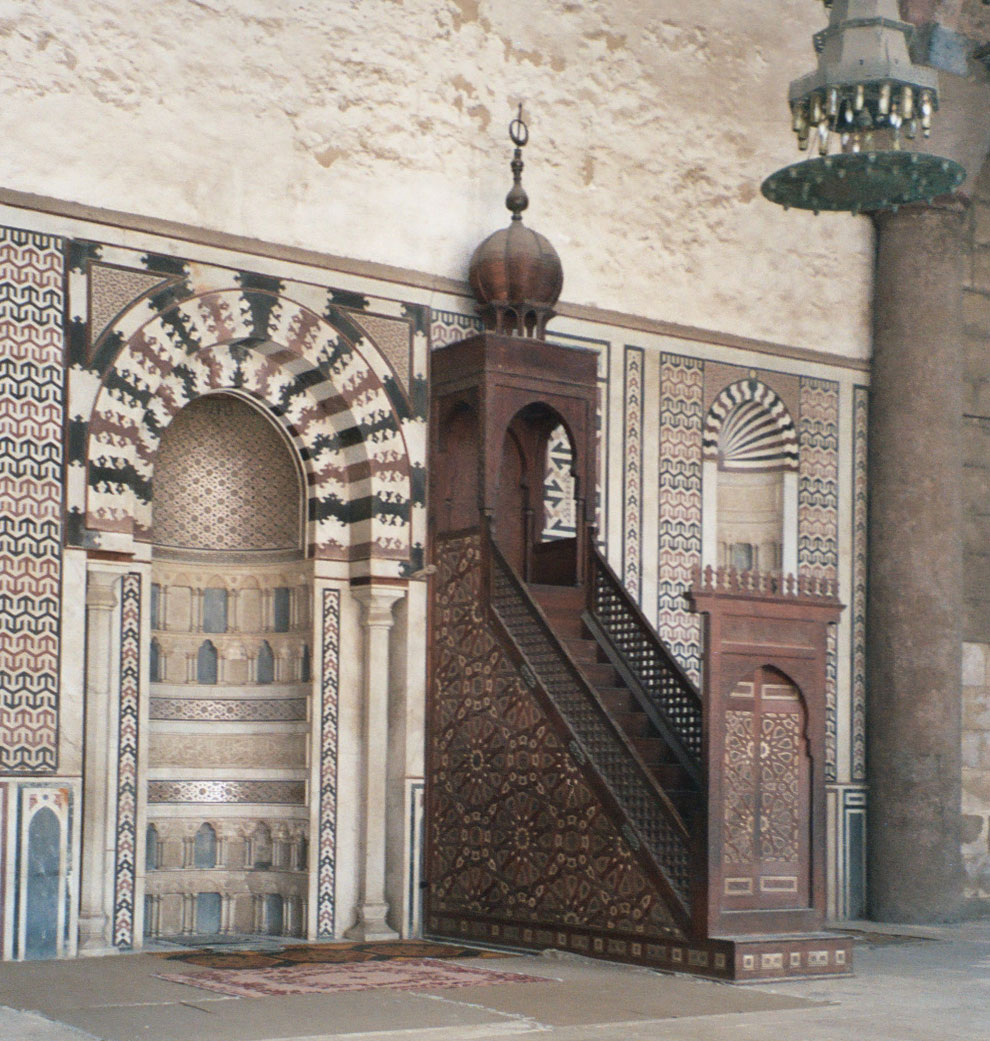
Een minbar naast de mihrab

De minbar (Arabisch: منبر, hetgeen waarmee men zich verheft) is de preekstoel in de moskee waar de imam een aantal zegeningen en de preek, de khutbah (Arabisch: خطبه), uitspreekt tijdens het gezamenlijke gebed op vrijdag. De minbar is rechts van de mihrab gesitueerd.
Een minbar is meestal fraai gedecoreerd, kan de vorm van een torentje hebben en heeft een oneven aantal treden dat naar het optionele torentje leidt. De minbar kan ook een verhoging zijn, bereikbaar door een aantal treden.
In vroeger dagen werden ook decreten van de heerser van dat moment van de minbar verkondigd.
Tot de Abbasidische tijd werd een minbar ook als rechtersstoel gebruikt. De rechter verkondigde zo voor zijn huis het vonnis, staande op een minbar.

## Geschiedenis
De oorsprong van de minbar gaat terug tot de tijd van Mohammed. Volgens de overlevering liet hij van palmboomstammen een gestoelte met een oneven aantal treden vervaardigen, zodat de gelovigen hem beter konden zien.
Oorspronkelijk bezat niet iedere moskee een minbar. Volgens de Egyptische historicus al-Kindi al-Misri uit de 10e eeuw werd tijdens een grote uitbreiding van de grote moskee van Fustat (tegenwoordig een wijk van Caïro) tussen 712 en 713 een minbar opgesteld, waarmee het de tweede oudste na die van Medina zou zijn.
De eerste minbars waren beweeglijk en werden meegenomen tijdens reizen. De eerste kalief van de Omajjaden, Moe'awija, nam zijn eigen minbar (met 3 treden) vanuit Damascus mee naar Mekka. Hij werd zodoende de eerste die in Mekka vanaf een minbar preekte. De kalief van de Abbasiden Al-Wathiq liet tijdens zijn regeringsperiode tussen 842 en 847 op de drie belangrijke hadj-plaatsen Mekka, Medina en Arafat een minbar plaatsen, zodat deze tijdens de bedevaart gebruikt kon worden.
De huidige vorm van veel minbars vindt zijn oorsprong in de moskee van Kairouan. Abu Ishaq Ibrahim II (tot 902) liet uit Bagdad een cederhouten, elf treden tellende minbar komen; een toegangsdeur en een dakopbouw ontbreken echter nog bij deze minbar. De definitieve vorm lijkt afkomstig van een minbar van Aleppo (12e-eeuws) die verplaatst werd naar de Al-Aqsamoskee en een minbar uit Caïro (14e-eeuws).
Een speciale plaats neemt de eerder genoemde minbar in die Mohammed gebruikte in Medina. Volgens een Hadith is degene die bij of op deze minbar meineed pleegt, verzekerd van een plaats in de hel. De Omajjadische kaliefen wilden ter bevestiging van hun macht deze minbar verplaatsen naar Damascus. Uiteindelijk is dit nooit gebeurd. Als teken van respect liet een van de kaliefen de minbar wel bedekken met een kleed, zoals ook gebruikelijk is met de Ka'aba in Mekka.

## Zie ook

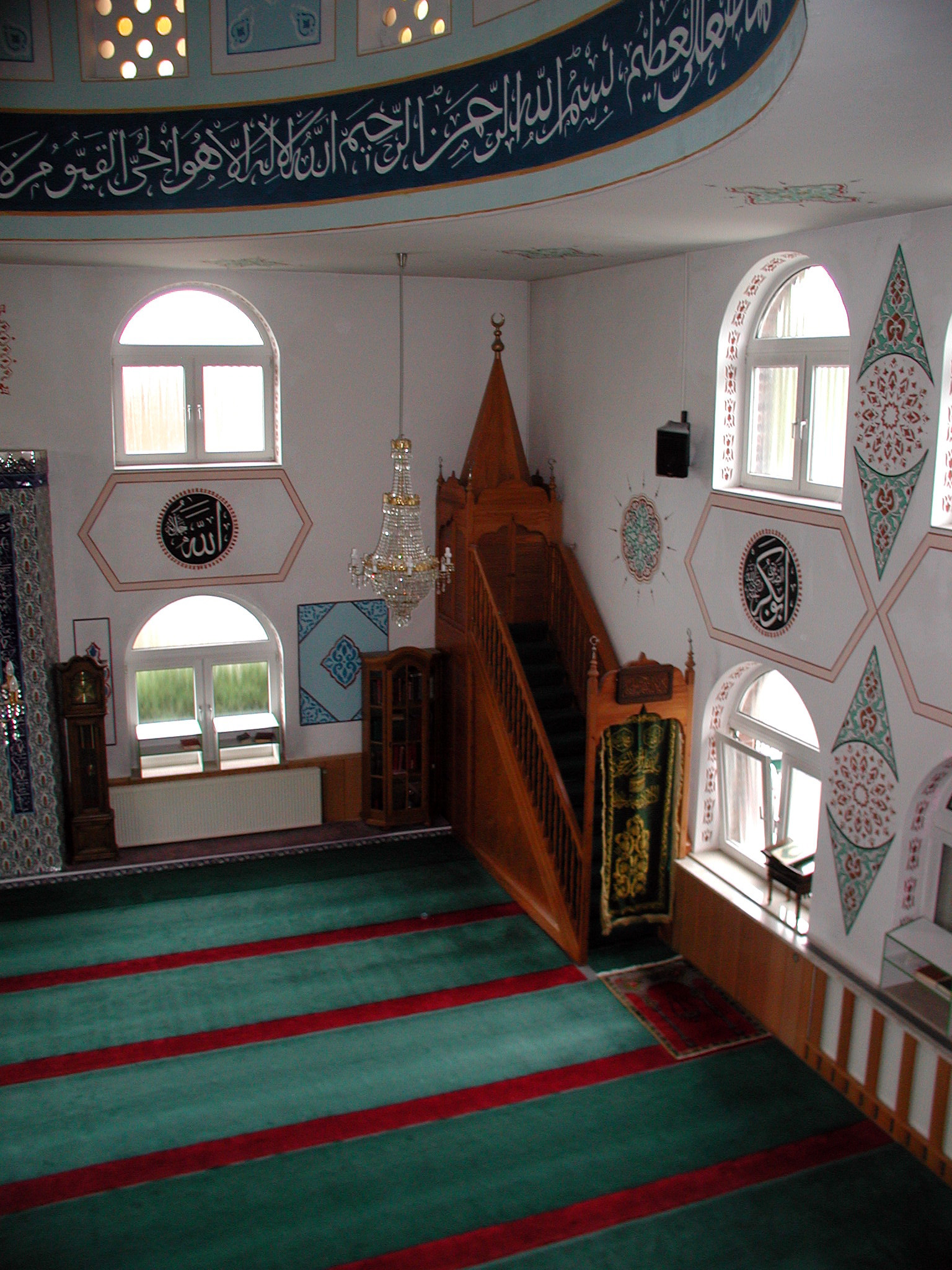